# Parafia Chrystusa Króla w Szczytnie
Parafia Chrystusa Króla w Szczytnie – rzymskokatolicka parafia w Szczytnie. Powstała 1 lipca 1992. W 2007 roku liczyła 5260 osób. Nabożeństwa odprawiane są w murowanej kaplicy tymczasowej, ale rozpoczęto już budowę nowego kościoła. Od początku powstania parafii proboszczem jest ks. Mirosław Rudoman.

## Wspólnoty
- Liturgiczna Służba Ołtarza
- Scholka
- "Młodzi dla świata"
- Koła Żywego Różańca
- Rodzina Radia Maryja